# Турбо: Спека на треку
Турбо: Спека на треку (англ. Heat: Pedal to the Metal) — стратегічна настільна гра 2022 року, розроблена Асгером Гардінгом Гранерюдом та Даніелем Скьольдом Педерсеном, з ілюстраціями Венсана Дютре та видана Days of Wonder. Це перегонова гра, в якій гравці розігрують карти, щоб переміщати свої гоночні автомобілі по трасі, ретельно керуючи швидкістю та перегрівом — основними механіками гри — щоб фінішувати попереду інших. Гра Турбо отримала кілька нагород з моменту виходу, зокрема Golden Geek Award 2022 року як «Гра року середньої складності», і з того часу було випущено два доповнення. В Україні гра локалізована видавництвом Lord of Boards.

## Ігровий процес
У грі Турбо кожен гравець керує гоночним автомобілем, змагаючись на трасі проти п'яти суперників, якими можуть бути інші гравці або неігрові персонажі, відомі як Легенди. На початку кожного раунду всі гравці одночасно грають від однієї до чотирьох карт, символи яких визначають дії їхнього автомобіля в цьому ході. Спочатку гравець підсумовує значення швидкості на своїх картах і переміщує свій автомобіль на відповідну кількість клітинок. Якщо автомобіль під час руху перетнув поворот, гравець переміщує певну кількість карт перегріву — основної механіки гри — у свій скид. Потім розігруються будь-які додаткові символи, такі як охолодження для відновлення перегріву, сліпстрім для випередження інших автомобілів та прискорення автомобіля за рахунок додаткового перегріву.
Для досвідчених гравців доступні розширені модулі. Модуль «Гараж» пропонує карти покращень, що мають вищу швидкість та спеціальні ефекти, які гравці обирають та додають до своїх колод на початку гри, тоді як модуль «Погода» додає динамічні умови на поворотах та ділянках траси, що можуть обмежувати або покращувати характеристики автомобілів.

## Розробка та випуск
Турбо була створена дуетом дизайнерів Асгером Гардінгом Гранерюдом та Даніелем Скьольдом Педерсеном, найбільш відомими за їхньою настільною грою Flamme Rouge 2016 року, натхненною Тур де Франс. Венсан Дютре, художник, що стоїть за Robinson Crusoe та The Quest for El Dorado, проілюстрував гру, а Days of Wonder почали видавати її у 2022 році.

## Сприйняття
Турбо отримала позитивні відгуки. Вона має середню оцінку гравців 8.0 на BoardGameGeek, що робить її 42-ю за рейтингом настільною грою на платформі. Критики позитивно оцінили гру, а Клейтон Ешлі з Polygon описав її як «шедевр настільних перегонів».

### Нагороди
З моменту випуску гра здобула кілька нагород. Нижче наведено деякі з найвідоміших.
| Рік  | Нагорода                 | Категорія                                         | Результат |
| ---- | ------------------------ | ------------------------------------------------- | --------- |
| 2022 | Golden Geek Award        | Найбільш інноваційна настільна гра                | Номінація |
| 2022 | Golden Geek Award        | Гра року середньої складності                     | Перемога  |
| 2022 | Golden Geek Award        | Найкраща тематична настільна гра                  | Перемога  |
| 2022 | Golden Geek Award        | Найкраще оформлення та презентація настільної гри | Номінація |
| 2022 | Board Game Quest Awards  | Найкраща тематична гра                            | Номінація |
| 2022 | Meeples' Choice Award    |                                                   | Перемога  |
| 2023 | Speelgoed van het Jaar   | Найкраща гра для досвідчених гравців              | Перемога  |
| 2023 | Nederlandse Spellenprijs | Найкраща гра для досвідчених гравців              | Перемога  |
| 2023 | Guldbrikken              | Найкраща гра для дорослих                         | Перемога  |
| 2023 | Gra Roku                 | Найкраща гра для досвідчених гравців              | Перемога  |